# Dangerous (álbum de Michael Jackson)
Dangerous é o oitavo álbum de estúdio do cantor estadunidense Michael Jackson, lançado em 26 de novembro de 1991 através da Epic Records, mais de quatro anos após seu antecessor, Bad (1987). Coproduzido por Jackson, Bill Bottrell, Teddy Riley e Bruce Swedien, o álbum foi o primeiro de Jackson desde Off The Wall (1979) sem o colaborador de longa data Quincy Jones. Colaborações incluem Heavy D, Princesa Stéphanie de Mônaco, Slash e Wreckx-n-Effect. O álbum incorpora new jack swing, um gênero popular na época, R&B e pop. Elementos de música industrial, eletrônica, clássica, gospel, funk, hip hop e rock também estão presentes. Jackson escreveu e co-escreveu 12 das 14 faixas, discutindo temas como racismo, pobreza, romance, desenvolvimento pessoal, multiculturalismo e o bem-estar das crianças e do mundo
Dangerous é considerado uma mudança artística para Jackson, com sua música focando em material mais socialmente consciente e incluindo uma gama mais ampla de sons e estilos. Apresenta refrões pop cativantes, ao mesmo tempo que apresenta sons underground para o público em geral. O tom do álbum é considerado pelos críticos como corajoso e urbano, com sons que incluem linhas de baixo sintéticas, arranhões e percussão de bateria eletrônica, bem como sons não convencionais, como buzinas de veículos, correntes deslizantes, portões giratórios, vidros quebrados e barulho de metal. Jackson também incorpora beatboxing, canto scat e estalar de dedos ao longo do álbum.
Dangerous estreou no primeira posição da Billboard Top Pop Albums e em outros treze países, vendendo mais de cinco milhões de cópias mundialmente em sua primeira semana e eventualmente tornando-se um dos álbuns mais vendidos do mundo em 1992. Nove singles foram extraídos entre novembro de 1991 e dezembro de 1993, incluindo um lançado exclusivamente fora da América do Norte ("Give in to Me"). O álbum produziu quatro singles que alcançaram o top dez da Billboard Hot 100: "Remember the Time", "In the Closet", "Will You Be There" e "Black or White", que atingiu o topo da tabela. A faixa-título foi frequentemente apresentada por Jackson em suas concertos. A Dangerous World Tour arrecadou US$100 milhões (equivalente a US$211 milhões em 2023). Inicialmente polarizando os críticos, Dangerous foi muito bem avaliado como um álbum de destaque na carreira de Jackson.
Em 1994, Dangerous já havia se tornado um dos álbuns mais vendidos de todos os tempos, com mais de 25 milhões de cópias vendidas mundialmente; atualmente suas vendas são de 32 milhões. Recebeu o certificado de 8× platina da Recording Industry Association of America (RIAA) em 2018. O álbum foi incluído em listas de diversas publicações dos melhores álbuns de todos os tempos, e sua arte e conteúdo temático em particular foram elogiados como os melhores de Jackson. No Grammy Awards de 1993, recebeu quatro indicações, vencendo o prêmio de Melhor Engenharia de Som de Álbum Não-Clássico. Jackson venceu dois prêmios pelo álbum no American Music Awards de 1993. Jackson também recebeu prêmios especiais no Billboard Music Awards por Melhor Álbum Mundial e Melhor Single Mundial por "Black or White", em reconhecimento às respectivas vendas globais do do álbum e da canção.

## Antecedentes

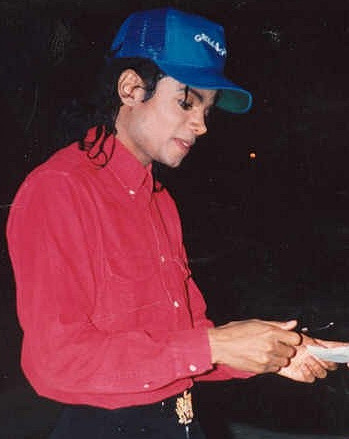
Jackson em 1988

Após o fim da bem sucedida turnê mundial, mas desgastante, para apoiar seu bem sucedido álbum Bad, em janeiro de 1989, Jackson decidiu concentrar-se em obras exteriores incluindo um acordo com a engrenagem de Los Angeles para promover sua marca de tênis. Ele tinha planejado o lançamento de duas compilações de maiores sucessos, Decade 1969-1979 e Decade 1980-1990. Cada um deveria compor de hits de abrangência de seus três álbuns de estúdio anteriores, Off the Wall, Thriller e demos de Bad, tão bem como músicas inéditas (um dos quais era um cover da canção dos Beatles, Strawberry Fields Forever).
Em 1988, a gravadora CBS Records foi adquirida pela Sony Music. Como resultado, todos os artistas que gravaram para as subsidiárias da CBS, incluindo a Epic e a Columbia, iriam para a Sony Music. Em março de 1991, dias após sua irmã Janet Jackson ter assinado um contrato de US$ 32 milhões com a Virgin Records, o músico superou-a assinando com a Sony Music por US$ 850 milhões, tornando-se o contrato mais lucrativo na história da música. Estipula-se que com o contrato ele deveria liberar pelo menos três álbuns de estúdio (Dangerous, o segundo disco era HIStory  e depois Invincible), um álbum de remixes (Blood on the Dance Floor: HIStory in the Mix), duas coleções com os seus maiores sucessos (o primeiro disco de HIStory e Number Ones) e um box comemorativo (The Ultimate Collection).

## Gravação

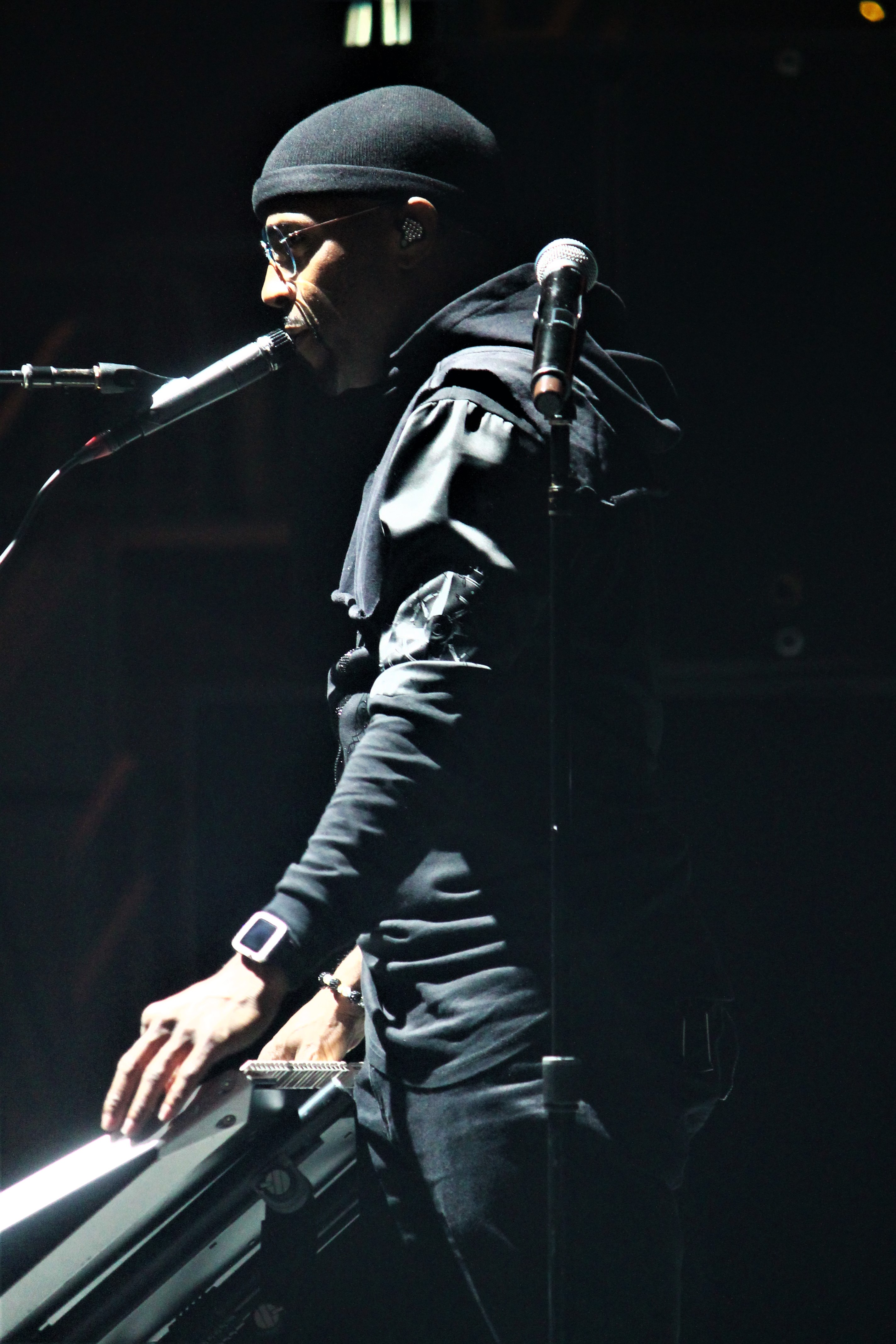
Sound check with Teddy Riley

As sessões de gravação aconteceram no estúdio Ocean Way/Record One's Studio 2 em Los Angeles, a partir de 25 de junho de 1989, e terminou no Larrabee North and Ocean Studios em 29 de outubro de 1991, totalizando 26 meses, o que torna a gravação mais extensa da carreira de Jackson, na época, já que ele geralmente levava seis meses.
Após Jackson e Bottrell começarem a trabalhar em algumas músicas, incluindo uma versão inicial de "Dangerous", ele decidiu recrutar Teddy Riley. Pela primeira vez desde 1979, Jackson trabalhou sem o produtor Quincy Jones, que tinha produzido Thriller e Bad. De acordo com Jones, ele convenceu Jackson que Riley fosse seu substituto na produção de Dangerous.
Algumas sessões foram colocadas em espera devido a problemas de saúde de Jackson, que passou semanas num hospital de Los Angeles com dores no peito. Quando teve alta, continuou a trabalhar, desejando levar sua música para um som mais pesado que os dos álbuns anteriores, inspirado por sua irmã Janet, em seu Janet Jackson's Rhythm Nation 1814. Antes de trabalhar com Riley, Jackson tinha o desejo de trabalhar com os produtores Kenneth "Babyface" Edmonds e Antonio "L.A." Reid. Na mesma época, seu irmão Jermaine Jackson, que tinha assinado com a La Face Records, foi definido para trabalhar com eles. Jackson não contou a seu irmão sobre isso antes, o que é considerado como um ato de traição. A canção de Jermaine, Word to the Badd, foi composta com letras voltadas negativamente a seu irmão, e mais tarde foram revisadas para letras voltadas para um relacionamento ruim.
Canções que foram gravadas mas eventualmente deixadas de fora, foram "Monkey Business", "She Got It", "Work That Body", "Serious Effect" (que incluía o rapper LL Cool J), "If You Don't Love Me", a balada "For All Time", que tinha sido escrita durante sessões de Thriller, mas foi gravado na época que Dangerous foi gravado; "Superfly Sister" e "Blood on the Dance Floor", os dois últimos emitidos mais tarde na compilação de remixes de Jackson, Blood on the Dance Floor: HIStory in the Mix.

## Composição
O primeiro single, a música dançante de hard rock Black or White foi uma das gravações mais bem sucedidas de Jackson. Contém muitas características de seu estilo vocal, como o soluço vocal por qual ele é conhecido. Com Riley, Jackson gravou sob o novo gênero de balanço de jack, um gênero que Riley tem sido muitas vezes creditado como inventor. Foi também o primeiro álbum em que Jackson começou a cantar rap. A inclusão do grupo de rap Wreckx-n-Effect, abraçou os ritmos hip-hop e new jack swing e foram projetados para angariar um novo público, urbano e mais jovem. Noutras gravações, com Bottrell, os sons eram mais diversificados, como "Black or White", gravado sob o gênero pop-rock, enquanto a parceria com Slash, "Give in to Me" foi gravado como uma balada hard rock. As baladas, "Keep the Faith", composta por Jackson e seus colaboradores de Man in the Mirror, Siedah Garrett e Glen Ballard, e o auto-composto Will You Be There, tem ambos fortes elementos da música gospel, enquanto as baladas Heal the World e Gone Too Soon eram baladas pop mais suaves. A faixa de R&B suave, Remember the Time, trás os elementos não só de new jack swing, mas também o uso do funk, enquanto Who Is It e Jam tem elementos do funk mais fortes e evidentes.
Em relação aos temas das letras, eram mais variadas do que em registros anteriores. Embora tenha falado muitas vezes do tema da harmonia racial em algumas de suas músicas com seus irmãos, os irmãos The Jacksons, Dangerous foi o primeiro destes álbuns em que ele falava abertamente de racismo, que foi o tema principal do hit, "Black or White". Outros tópicos com comentário social, são sobre a vida de pobreza no centro da cidade, que foram discutidos na canção "Why You Wanna Trip on Me", no qual ele comparou os males sociais com suas próprias supostas excentricidades, que foram cobertos pela imprensa na época, falando que críticos e tabloides concentraram-se em sua vida pessoal, mesmo quando outros problemas sociais mais importantes estavam acontecendo. Ele abordou questões semelhantes na faixa de abertura, "Jam", que incluía o rap Heavy D. In the Closet originalmente, tinha sido definida como um dueto entre Michael e a Madonna, mas a gravação nunca aconteceu, e era focada em dois amantes carregando um caso discreto sem ser aberto sobre o caso. Canções de natureza pessoal especialmente em canções como "She Drives Me Wild", "Remember the Time", "Can't Let Her Get Away", "Who Is It" e "Give In to Me", também foram incluídas. Há também um comentário social em "Heal the World" e "Gone Too Soon", que foi escrita por Larry Grossman e Buz Kohan, essa faixa foi dedicada para Ryan White após a sua morte, em 1990. A letra da faixa-título foi comparada com a de Dirty Diana, com a canção falando sobre uma mulher sedutora.

## Lançamento
O lançamento ocorreu em 26 de novembro de 1991. Após sua primeira semana de lançamento, estreou no número um na Billboard 200, ficando lá por quatro semanas. Recebeu certificado de sete vezes platina, por vendas de 7 milhões de cópias só nos Estados Unidos, de acordo com a Recording Industry Association of America (RIAA).
Globalmente, dominou paradas em todo o mundo, estreando em número um no Reino Unido e alcançando o número um em sete outros territórios, incluindo a Austrália, França, Alemanha, Países Baixos e Espanha. Também obteve sucesso em países asiáticos. As vendas do álbum alcançaram mais de 32 milhões de cópias em todo o mundo.

## Marketing
| Críticas profissionais | Críticas profissionais |
| Avaliações da crítica  | Avaliações da crítica  |
| Fonte                  | Avaliação              |
| ---------------------- | ---------------------- |
| AllMusic               | [ 3 ]                  |
| Robert Christgau       | A-                     |
| Entertainment Weekly   | B-                     |
| "Pitchfork Media"      | 8.6/10                 |
| Q                      | [ 7 ]                  |
| Rolling Stone          | [ 8 ]                  |
| Virgin Encyclopedia    | [ 9 ]                  |

O álbum foi aclamado pelos críticos. Semelhante a como o rótulo de Jackson tinha abordado o álbum Bad, as expectativas novamente foram levantadas alta para o álbum Dangerous. Em setembro de 1991, Jackson rendeu um contrato para ir ao ar, os seus vídeos na rede de televisão Fox, ao lado de canais regulares de música-vídeo, como MTV, BET e VH1. O vídeo de Black or White de onze minutos estreou em 14 de novembro de 1991 e foi visto em 27 países e assistido por um recorde de 500 milhões de telespectadores, a maior audiência que já assistiu a um vídeo de música. A controvérsia das cenas de vandalismo nos quatro minutos posteriores do vídeo ajudou as vendas de Dangerous, como fez a transmissão de dois outro vídeos de Jackson, como Remember the Time e In the Closet. Michael fez um concerto em um especial da HBO, Live in Bucharest: The Dangerous Tour, também contribuindo para as vendas de Dangerous, depois que foi ao ar em outubro de 1992, revivendo as vendas do álbum. Após várias semanas fora dos holofotes, Jackson fez aparições pessoais no início de 1993, incluindo o American Music Awards e Grammy Awards, o último em que ele recebeu o Grammy Legend Award de sua irmã Janet Jackson, e a entrevista com Oprah Winfrey, ajudando a devolver o álbum para o top 10.

## Dangerous World Tour
A Dangerous World Tour consagrou definitivamente Michael como ícone pop.
Além de ser a turnê que contou com o maior número de equipamentos para a montagem do palco da história, também foi a mais inovadora em efeitos especiais.
Foi nesta turnê que Jackson começou a fazer ao vivo seu famoso 45º (The Lean) nas performances de Smooth Criminal. A turnê prosseguiu de 1992 a 1993: no início da turnê, Michael cantava Bad e The Way You Make Me Feel, mas depois foram retiradas do set-list.
Existem vídeos no YouTube, com Jackson ensaiando performances para a turnê, inclusive de músicas que não entraram na rotina de apresentações.

## Lista de faixas
| Dangerous – Edição padrão |                            |                                                      |                       |         |  |
| N.º                       | Título                     | Compositor(es)                                       | Produtor(es)          | Duração |  |
| 1.                        | "Jam"                      | Michael Jackson René Moore Bruce Swedien Teddy Riley | Jackson Riley Swedien | 5:39    |  |
| 2.                        | "Why You Wanna Trip on Me" | Riley Bernard Belle                                  | Jackson Riley         | 5:24    |  |
| 3.                        | "In the Closet"            | Jackson Riley                                        | Jackson Riley         | 6:31    |  |
| 4.                        | "She Drives Me Wild"       | Jackson Riley Aquil Davidson                         | Jackson Riley         | 3:42    |  |
| 5.                        | "Remember the Time"        | Jackson Riley Belle                                  | Jackson Riley         | 4:00    |  |
| 6.                        | "Can't Let Her Get Away"   | Jackson Riley                                        | Jackson Riley         | 4:59    |  |
| 7.                        | "Heal the World"           | Jackson                                              | Jackson Swedien       | 6:25    |  |
| 8.                        | "Black or White"           | Jackson Bill Bottrell                                | Jackson Bottrell      | 4:16    |  |
| 9.                        | "Who Is It"                | Jackson                                              | Jackson Bottrell      | 6:35    |  |
| 10.                       | "Give in to Me"            | Jackson Bottrell                                     | Jackson Bottrell      | 5:29    |  |
| 11.                       | "Will You Be There"        | Jackson                                              | Jackson Swedien       | 7:40    |  |
| 12.                       | "Keep the Faith"           | Jackson Glen Ballard Siedah Garrett                  | Jackson Swedien       | 5:58    |  |
| 13.                       | "Gone Too Soon"            | Larry Grossman Buz Kohan                             | Jackson Swedien       | 3:23    |  |
| 14.                       | "Dangerous"                | Jackson Bottrell Riley                               | Jackson Riley         | 6:57    |  |
| Duração total:            | Duração total:             | Duração total:                                       | Duração total:        | 77:03   |  |

## Canções arquivadas
Acredita-se que Michael tenha gravado cerca de 70 canções para este álbum, mas o título destas canções não foi divulgado. Só são conhecidas as seguintes gravações:
- "Work That Body" (Michael Jackson/Bill Bottrell)
- "If You Don't Love Me" (Michael Jackson)
- "Blood on the Dance Floor" (Michael Jackson/Teddy Riley) - Lançada em 1997 lançada no álbum Blood on the Dance Floor: HIStory in the Mix.
- "What About Us" (Michael Jackson) - Versão demo de Earth Song
- "Monkey Business" (Michael Jackson) - Lançada em 2004, na coletânea The Ultimate Collection.
- "Someone Put Your Hand Out" (Michael Jackson) - Lançada como single promocional pela Pepsi no Japão em 1993.
- "Serious Effect" (Michael Jackson/Teddy Riley)
- "Smile" (Nat King Cole) - gravada durante as sessões de Dangerous em 1993
- "Superfly Sister" (Michael Jackson/Bryan Loren) - Lançada no álbum Blood on the Dance Floor - HIStory In The Mix.
- "Mind Is The Magic" (Michael Jackson) - Com trechos usados no filme This Is It, na coreografia The Drill.
- "You Cry" (Michael Jackson) - gravado em 1991 e apareceu no álbum
- "Slave to the Rhythm" (L.A. Reid/Babyface/Daryl Simmons/Kevin Roberson) Faixa lançada em 2014 no álbum póstumo, Xscape

## Edição especial
A Epic lançou, em outubro de 2001, uma edição especial de Dangerous celebrando os 30 anos de carreira solo de Jackson. O álbum recebeu capa dura de luxo com 23 páginas e um recorte da imagem original. O encarte de Dangerous também foi modificado, incluindo fotografias do acervo pessoal do astro. No novo encarte de Dangerous, encontra-se o poema "Planet Earth" escrito pelo próprio Michael.

## Desempenho de mercado

### O Álbum
Prejudicados pela crescente popularidade do grunge, vertente do rock difundida pela banda Nirvana nos anos 90, os compactos de Dangerous tiveram desempenho mediano nas rádios dos Estados Unidos. Com o declínio de influência no mercado americano, Jackson apostou com sucesso, no europeu e conquistou o melhor desempenho internacional da carreira com Dangerous. A seguir, a tabela com as melhores posições de Dangerous nos principais países do globo. Ao lado, o número de semanas (consecutivas e não-consecutivas) que o álbum permaneceu como #1 em seu respectivo país e, por fim, a posição na qual o álbum estreou.
| Edição padrão              | Edição padrão  | Edição padrão      |
| Tabelas musicais (1991/92) | Melhor posição | Posição de estreia |
| -------------------------- | -------------- | ------------------ |
| África do Sul              | 1 (1x)         | 1                  |
| Suíça                      | 1 (1x)         | 1                  |
| Canadá                     | 1 (7x)         | 4                  |
| França                     | 1 (9x)         | 1                  |
| Países Baixos              | 1 (9x)         | 3                  |
| Alemanha                   | 1 (4x)         | 1                  |
| Itália                     | 1 (6x)         | 1                  |
| Estados Unidos             | 1 (4x)         | 1                  |
| Japão                      | 1 (13x)        | 1                  |
| Áustria                    | 1 (7x)         | 1                  |
| Reino Unido                | 1 (5x)         | 1                  |
| Grécia                     | 1 (3x)         | 12                 |
| Irlanda                    | 1 (4x)         | 1                  |
| Suécia                     | 1 (7x)         | 1                  |
| Austrália                  | 1 (8x)         | 8                  |
| México                     | 1 (3x)         | 1                  |
| Brasil                     | 1 (2x)         | 1                  |
| Dinamarca                  | 1 (1x)         | 1                  |
| Finlândia                  | 1 (4x)         | 5                  |
| Nova Zelândia              | 1 (7x)         | 1                  |
| Argentina                  | 1 (1x)         | 1                  |
| Bélgica                    | 1 (7x)         | 1                  |
| Portugal                   | 1 (6x)         | 5                  |
| Noruega                    | 1 (4x)         | 1                  |
| Turquia                    | 1 (5x)         | 3                  |
| Israel                     | 1 (2x)         | 1                  |
| Espanha                    | 1 (7x)         | 1                  |
| Chile                      | 1 (3x)         | 3                  |
| Índia                      | 1 (1x)         | 1                  |
| Polônia                    | 3              | 11                 |
| União Europeia             | 1 (13x)        | 1                  |
| Mundo                      | 1 (11x)        | 1                  |

## Singles
Como já estava se tornando hábito para Michael, todos os singles lançados de Dangerous foram acompanhados por um videoclipe, muitas vezes de orçamento caro, com coreografias complexas e muito inovadores:
- "Black or White" (1991): provavelmente perdura como o clipe mais visto e lembrado de Dangerous. Originalmente tinha 10 minutos e foi estreado simultaneamente em 14 de novembro de 1991 nos canais MTV, VH1, BET e FOX em Dolby Surround, tornando-se uma das estreias mais assistidas de todos os tempos. O videoclipe é tecnicamente relevante por mostrar uma das primeiras metamorfoses geradas em computador. Os últimos 4 minutos do videoclipe, geraram muita controvérsia por mostrarem um agressivo Michael quebrando vitrines de lojas e destruindo um carro com um pé-de-cabra. A MTV e outras emissoras decidiram cortar esses últimos 4 minutos, e Michael escreveu um termo desculpando-se a todos os que houvessem se sentido ofendidos, e explicando que ele havia tentado personificar os instintos selvagens da pantera, que aparece no videoclipe. O então ator-mirim Macaulay Culkin também aparece no videoclipe, que foi dirigido por John Landis, o diretor do curta-metragem Thriller. O single vendeu mundialmente cerca de 5 milhões de cópias e é o 3º maior sucesso de Jackson.
- "Remember the Time" (1992): se passa num palácio do Antigo Egito onde celebridades negras como Eddie Murphy e Iman Abdulmajid atuam no papel de faraó e rainha, opondo o desejo de Hollywood, que na maioria das vezes retrata uma imagem de faraós e rainhas com atores brancos. A música alcançou 1º lugar, em quase todos os países e vendeu cerca de 3 milhões de cópias. O videoclipe marca o 1º beijo de Michael na boca em público.
- "In The Closet" (1992): com participação da super modelo Naomi Campbell, o videoclipe de tal música é um dos mais sensuais da carreira de Michael. O single vendeu cerca de 2 milhões de cópias.
- "Jam" (1992): dirigido por David Kellogg e Michael, mostrou Jackson dançando e jogando basquete com Michael Jordan. Jam foi também a 1ª música da setlist da Dangerous World Tour. No mundo, o single vendeu cerca de 1 milhão de cópias.
- "Who Is It" (1992): o videoclipe que, em algumas cenas, conta com um cover de Michael, devido à sua falta de tempo para gravar, já que estava se preparando para sua nova turnê, Dangerous World Tour.
- "Heal The World" (1992): um videoclipe com cenas de guerra, crianças, sem a participação de Michael. Jackson declarou em entrevista que essa é a música que mais se orgulhou de escrever. Mundialmente, Heal The World vendeu cerca de dois milhões e meio de cópias.
- "Give in to Me" (1993): um videoclipe com a participação do guitarrista Slash e mostra Michael levando choques. O videoclipe foi filmado alguns dias antes do início da turnê de Dangerous, em 1992 em Munique. Os diretores foram os austríacos Rossacher e Dolezal, responsáveis por muitos (senão todos) os videoclipes e especiais de Freddie Mercury e do Queen.
- "Will You Be There" (1993): existem duas versões de videoclipe, para a canção. Uma sem a participação do Michael, tendo como fundo as imagens do filme Free Willy. E a outra mostra imagens produzidas por Joel Gallen e Leonhardt Ute.
- "Gone Too Soon" (1993): último videoclipe da era Dangerous, que Michael dedicou ao seu falecido amigo, Ryan White.
- "Dangerous" (1994): a música Dangerous, última canção do álbum, era para ter sido lançada como single oficial, inclusive com videoclipe, em dezembro de 1993, mas devido a uma acusação de pedofilia nessa época, que devastou parcialmente sua carreira, a Sony decidiu cancelar seu lançamento.

### Estados Unidos
| Single/Compacto     | Lançamento            | Melhor posição | Permanencia nas paradas (em semanas) |
| ------------------- | --------------------- | -------------- | ------------------------------------ |
| "Black or White"    | 14 de novembro, 1991  | 1 (7x)         | 46                                   |
| "Remember the Time" | 15 de janeiro, 1992   | 1 (1x)         | 35                                   |
| "In the Closet"     | 20 de abril, 1992     | 1 (1x)         | 38                                   |
| "Jam"               | 13 de julho, 1992     | 26             | 24                                   |
| "Who Is It"         | 31 de agosto, 1992    | 14             | 20                                   |
| "Heal the World"    | 23 de novembro, 1992  | 25             | 11                                   |
| "Give in to Me"     | 15 de fevereiro, 1993 | nunca lançado  |                                      |
| "Will You Be There" | 28 de junho, 1993     | 7              | 10                                   |
| "Gone Too Soon"     | 6 de dezembro, 1993   | nunca lançado  |                                      |

### Reino Unido
| Single/Compacto     | Lançamento            | Melhor posição | Permanencia nas paradas (em semanas) |
| ------------------- | --------------------- | -------------- | ------------------------------------ |
| "Black or White"    | 14 de novembro, 1991  | 1 (2x)         | 37                                   |
| "Remember the Time" | 15 de janeiro, 1992   | 1 (1x)         | 16                                   |
| "In the Closet"     | 20 de abril, 1992     | 1 (1x)         | 22                                   |
| "Jam"               | 13 de julho, 1992     | 12             | 14                                   |
| "Who Is It"         | 31 de agosto, 1992    | 10             | 14                                   |
| "Heal the World"    | 23 de novembro, 1992  | 1 (1x)         | 11                                   |
| "Give in to Me"     | 15 de fevereiro, 1993 | 2              | 13                                   |
| "Will You Be There" | 28 de junho, 1993     | 8              | 7                                    |
| "Gone Too Soon"     | 6 de dezembro, 1993   | 33             | 5                                    |

Confira a relação completa na Lista de singles de Michael Jackson.